# Markenfield Hall

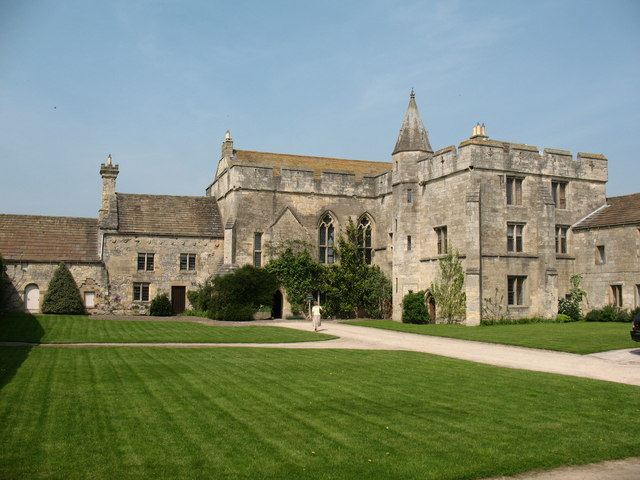
Markenfield Hall.

Markenfield Hall, del siglo XIV, es una casa solariega en North Yorkshire que fue construido originalmente como fortificación con planta en forma de L.